# Pfleggericht Neumarkt
Das Pfleggericht Neumarkt war ein Pfleggericht des Erzstifts Salzburg.

## Geschichte
Burg Altentann war eine Wasserburg der Herren von Tann. Diese waren seit 1100 Ministeriale der Erzbischöfe von Salzburg. Mit dem Aussterben der Tanner 1396 fiel die Burg als erledigtes Lehen an Salzburg zurück. Bereits 1369 war Burg Lichtentann endgültig an Salzburg zurückgefallen.
1394 wurde Wolfhart Uiberacker (* um 1353; † 1430) zum Pfleger in Lichtentann ernannt. 1410 erhielt er auch die Pflege Altentann. 1418 bestätigte Salzburg diese Belehnungen. Er und sein Sohn Virgil Uiberacker (* um 1383; † 1454) wurden auf Lebenszeit Pfleger beider Pfleggerichte. Dies war sehr ungewöhnlich. Salzburg ernannte Pfleger üblicherweise lediglich auf eine konkrete Zeit. In der Folge entstand eine – für Salzburg völlig unübliche – Erbpflege: 1429 erhielt Virgil gemeinsam mit seinen Söhnen Ernst (* um 1410; † 1466) und Wolfshart († 1481). 1444 wurde dies bestätigt, 1462 erhielt Wolfshart die Pflege erblich für alle seine männlichen Nachfahren. In allen anderen Pfleggerichten hatten die Salzburger Landesherren konsequent darauf geachtet, einen Beamtenstaat ohne erbliche Zwischenebenen zu gestalten.
Die Familie Überacker verwaltete beide Pfleggerichte von ihrem Schloss Sighartstein aus. 1607 wurden beide Pfleggerichte zu einem zusammengelegt und später der Sitz nach Neumarkt am Wallersee verlegt. Entsprechend änderte sich der Name auf Pfleggericht Neumarkt.
1693 stellte die Hofkammer fest, dass die Erblichkeit des Pflegeramtes sich nur auf Altentann bezog. Man verhandelte mit den Überacker und diese verzichteten gegen eine Zahlung von zunächst 700 Gulden und später 1200 Gulden auf ihre Rechte. Überackers erhielten weiter die Titulatur eines Pflegers, das Amt war aber reine Sinekure; sie wirkten in der Verwaltung des Amtes nicht mehr mit. Nun konnte die Landesregierung die Pfleger wie in den anderen Pfleggerichten auch, frei bestimmen.
Das Pflegegericht ging 1850 in das Bezirksgericht Neumarkt bei Salzburg auf, das bis 2023 bestand.

## Gebäude

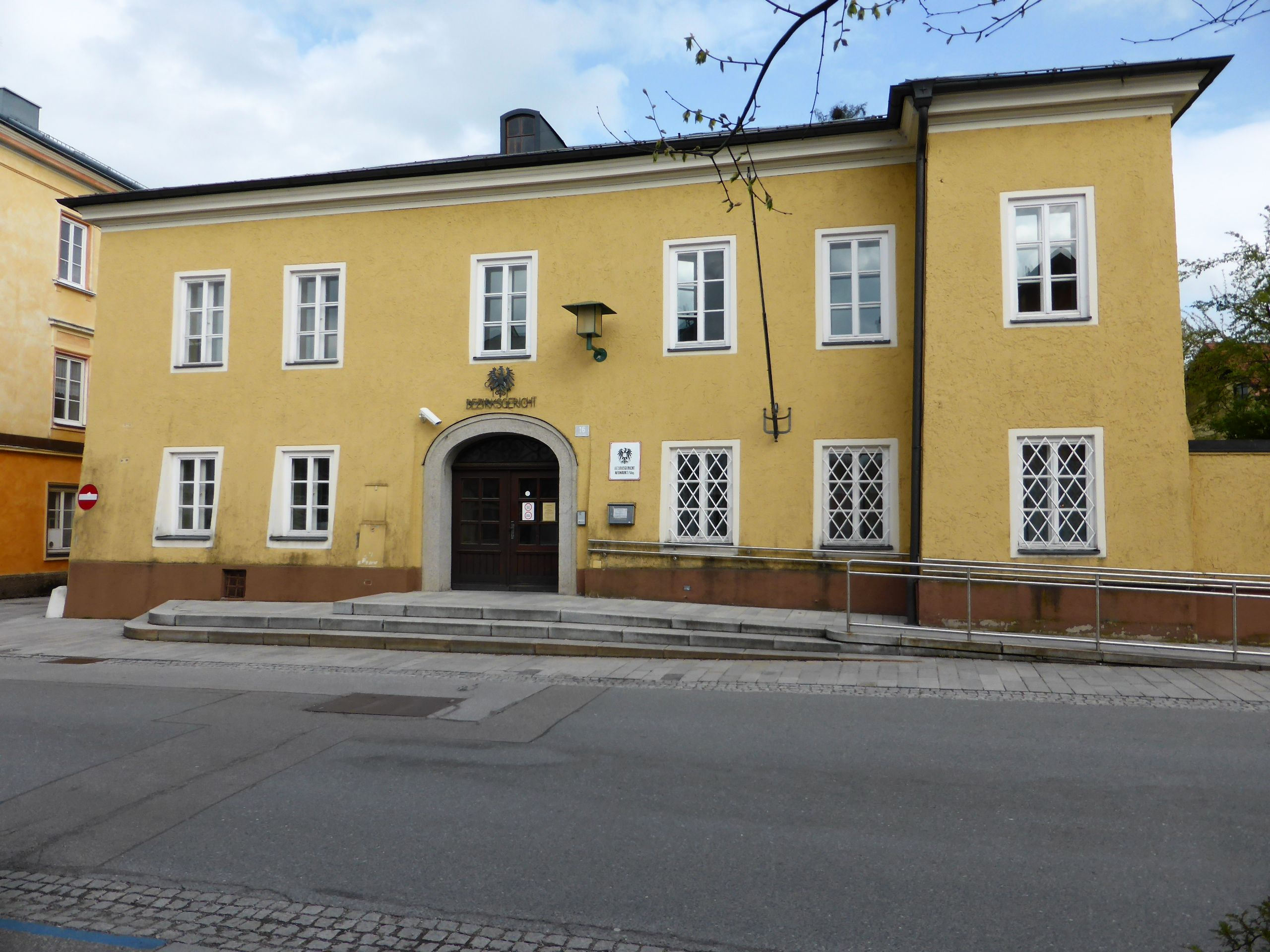
Pfleggerichtsgebäude, heute Bezirksgericht von Neumarkt am Wallersee